# Przecław (gromada)
Przecław – wg podziału terytorialnego Polskiej Rzeczypospolitej Ludowej dawna gromada  w powiecie mieleckim w woj. rzeszowskim w latach 1954–1972. 
Gromady, z gromadzkimi radami narodowymi (GRN) jako organami władzy najniższego stopnia na wsi, funkcjonowały od reformy reorganizującej administrację wiejską przeprowadzonej jesienią 1954 do momentu ich zniesienia z dniem 1 stycznia 1973, tym samym wypierając organizację gminną w latach 1954–1972.
Gromadę Przecław z siedzibą GRN w Przecławiu (wówczas wsi) utworzono – jako jedną z 8759 gromad na obszarze Polski –  na mocy uchwały nr 28/54 WRN w Rzeszowie z dnia 5 października 1954. W skład jednostki weszły obszary dotychczasowych gromad Przecław, Błonie i Podole oraz przysiółek Berdechów z dotychczasowej gromady Kiełków ze zniesionej gminy Przecław w tymże powiecie. Dla gromady ustalono 23 członków gromadzkiej rady narodowej.
30 czerwca 1960 do gromady Przecław włączono obszary zniesionych gromad Kiełków i Łączki Brzeskie w tymże powiecie.
Gromada przetrwała do końca 1972 roku, czyli do kolejnej reformy gminnej. 1 stycznia 1973 w powiecie mieleckim reaktywowano gminę Przecław.